# Локомотив БДЖ 29.01
Локомотив 29.01 е единственият система „Mallet“ в историята на БДЖ. Първоначално носи № 68, от 1908 г. - № 250 и от 1936 г. - 29.01. Носи и име - „Баба Клементина“. До доставката на локомотивите серия 19.00 е най-тежкият и най-мощният локомотив в нашите железници. Той е първият локомотив с работно налягане на котела 15 kg/cm3.
Локомотивът работи редовно само през първите години след доставянето му. Тогава показва един от сериозните си недостатъци – често дефектиращата подвижна връзка на паропровода между машините високо и ниско налягане. Поради затруднения достъп до тази връзка това е честа причина за бездействието на локомотива.
Локомотивът е с монтирана едностъпална въздушна помпа, която за времето си е голяма новост. Спирачката е въздушна директна. Спирачни са само водещите колооси на локомотива и тези на тендера, но едностранно. Ръчната спирачка действа само на тендера. Тендерите са четириосни, колоосите са разположени в две двуосни талиги.
Поради посочените недостатъци и стремежа към ограничаване на многосерийността, през 1950 г. локомотивът е бракуван. Парният му котел е основно ремонтиран и продаден за производство на пара, а останалото е нарязано за старо желязо.